# The Brady Bunch
The Brady Bunch est une série télévisée américaine en 117 épisodes de 25 minutes créée par Sherwood Schwartz et diffusée entre le 26 septembre 1969 et le 8 mars 1974 sur le réseau ABC.
Cette série a été diffusée au Québec à la Télévision de Radio-Canada  pour la première fois le mercredi 27 septembre 1978 sous le titre Tes filles et mes garçons. Seuls 22 épisodes ont été doublés. 
Deux longs métrages adaptés de la série ont été tournés dans les années 1990 : La Tribu Brady (The Brady Bunch Movie), sorti en France uniquement en vidéo en 2003, et Les Nouvelles Aventures de la famille Brady (A Very Brady Sequel), sorti en France au cinéma en 1997, re-titré plus tard en vidéo Les Nouvelles Aventures de la tribu Brady.

## Synopsis
Le quotidien d'un veuf avec trois garçons qui épouse une veuve ayant trois filles.

## Distribution
- Robert Reed : Mike Brady
- Florence Henderson : Carol Brady
- Ann B. Davis : Alice Nelson
- Barry Williams (en) : Greg Brady
- Maureen McCormick : Marcia Brady
- Christopher Knight : Peterson « Peter » Brady
- Eve Plumb : Jan Brady
- Mike Lookinland (en) : Bobby Brady
- Susan Olsen (en) : Cynthia « Cindy » Brady
- Robbie Rist : le cousin Oliver

## Hommages
Des séries télévisées ont rendu un hommage aux Brady Bunch dans les épisodes suivants : 
- Irréfutable de la saison 9 de la série X-Files : Aux frontières du réel ;
- Monk et sa série préférée de la saison 8 (épisode 1) de la série Monk (hommage parodique).

Dans son spectacle "Jamie Foxx : I Might Need Security" diffusé en 2002 sur la chaîne HBO, l'acteur et humoriste a chanté la chanson thème "The Brady Bunch" dans une reprise plutôt sensuelle. L'extrait, disponible sur Youtube, a atteint plus de 20 millions de vues.